# Akalabeth: World of Doom
Az Akalabeth: World of Doom egy 1980-ban megjelent számítógépes szerepjáték, amelyet Richard Garriott fejlesztett és a California Pacific Computer adott ki. Garriott mindössze hobbiprojektként készítette el a játékot, amely a számítógépes szerepjátékok ősatyjának tekinthető, továbbá ez volt a sikeres Ultima sorozat előfutára is.

## Játékmenet
A program létrejöttének célja a papírral és ceruzával játszott szerepjátékok minél tökéletesebb átültetése volt számítógépre. A játékos részére egy bizonyos Lord British adta a küldetéseket (ő Garriott játékbeli alteregója, a gimnazista kora óta viselt beceneve alapján), melyhez tíz szörnyet kellett megölni.
A játék nagy része egy földalatti labirintusban játszódik, de van egy kezdetleges felszíni térkép és némi szöveges támpont is. Étel, fegyverek, pajzs, és egy mágikus amulett beszerzése céljából a játékos felkereshetett egy boltot, és itt tekinthette meg a statisztikáit is.
Több olyan elemet is tartalmazott, amely később az Ultima sorozatban állandó védjegy lett. Ilyen a felülnézeti térkép és első személyű nézetű labirintusok, a túléléshez szükséges étel megléte, a gyorsbillentyűk használatának lehetősége, és az Erzsébet-korabeli angol nyelv.

## Fejlesztése
Richard Garriott tinédzser korában készítette a programot, Apple II számítógépre, BASIC-ben írva, gimnáziumi tanulmányai mellett. Elsőévesként kezdte írni mint iskolai projektet a helyi DEC PDP-11 gépen, két év alatt pedig fokozatosan átalakult a DND munkacímű játék. A fejlesztésben sokat segítettek a Dungeons & Dragons szerepjátékot játszó barátai, akik aktívan tesztelték a játékot. A fejlesztés végső fázisában, amikor az apja vett neki egy Apple II-est, tért csak át erre a platformra, de még ekkor sem remélte, hogy a játékot valaha is látni fogja valaki rajtuk kívül.
A korai verzió még felülnézetes volt, az egyes lényeket és tárgyakat pedig ASCII karakterekkel ábrázolta. Miután azonban játszott az Escape nevű Apple II-játékkal, úgy döntött, hogy ő is áttér az ott látott, dróthálós grafikai kivitelre a labirintusokban. A játék rögtön az elején megkéri a játékost, hogy válasszon egy "szerencseszámot", és ez alapján generálja le véletlenszerűen a labirintusokat és a statisztikákat. Ugyanannak a számnak az újbóli megadása ugyanazt a világot eredményezi. Az Ultima Collection változatban lehetségessé vált a játék elmentése is.
Amikor a program elérte a DND28B verziót, elkészítette a demóját és átnevezte azt Akalabethre. John Prosper Mayer, a texasi Websterben található ComputerLand tulajdonosa javasolta neki, hogy árulja a játékot az üzletében. Garriott beleegyezett, majd 200 dollárért becsomagoltatta simítózáras tasakba a játéka példányait, melyeket 20 dollárért árult. A játék kézikönyvét fénymásolta, a borítóra pedig az anyja által készített rajz került fel. A California Pacific Computer is kapott belőle egy példányt, akik azonnal fel is vették vele a kapcsolatot, hogy kiadnák a játékot. Garriott Kaliforniába utazott a szüleivel és kötött velük egy szerződést, hogy minden eladott példány után 5 dollár üti a markát. A cég által forgalmazott változat 35 dollárba került és Denis Loubet grafikája került a borítóra. Garriott később elmondta, hogy a játék kb. 30 ezer példányban kelt el, ő maga pedig 150 ezer dollárt keresett vele, amelyet a valaha volt legjobb befektetésének nevezett. A California Pacific azt javasolta, hogy fejlesztőnek nevezzék meg Lord British-t, és egy komplett játékot javasoltak aköré, hogy a vásárlók tippeljék meg, ki is az igazi fejlesztő.
Az Akalabeth fejlesztését nemcsak a Dungeons & Dragons iránti szeretete inspirálta, hanem J.R.R. Tolkien művei is. Maga a játék címe is "A szilmarilok" című könyv "Akallabêth" című fejezetéből jön, bár a játék nem tartalmaz semmit a könyvből. Mindazonáltal az utolsó szörnyet, akivel a játékosnak végeznie kell, balrognak hívják.

## Megjelenés és fogadtatás
A legtöbb forrás, köztük Garriott és az Origin Systems is úgy tartják, hogy a program 1979 nyarán készült el, amikor befejezte a középiskolát. Mások azonban azt állítják, hogy csak 1980 nyarán kezdte el árulni, azaz amikor már elsőéves volt az egyetemen. A California Pacific is ebben az évben kezdte el kiadni a játékot és a védjegyet is ebben az évben jelentették be, az Akalabeth pedig 1980 októberében bukkant fel a Softalk TOP30-as listáján.
Mivel a játék Applesoft BASIC-ben készült, a forráskódja módosítható volt. Egyes játékosok ezt is kihasználták: a program része volt egy mágikus amulett, amely bizonyos időközönként megjósolhatatlan dolgokat csinált - átváltoztathatta a játékost egy erős gyíkemberré vagy egy gyenge varanggyá. A módosított kóddal lehetséges volt az állandóan gyíkemberré változtatás, amely közel legyőzhetetlenné tette a játékost. A véletlenszerűen generált és a játék elején gyenge statisztikák is átállíthatóak voltak. A későbbiek során az Origin Systems a saját FTP-szerverén is elérhetővé tette a forráskódot.
Az Akalabeth felkerült az 1998-as Ultima Collection lemezre is, ahol az Ultima 0 becenevet akasztották rá. Ezt a verziót Corey Roth programozta ingyen, a CGA színek mellé pedig MIDI támogatást is kapott. Ez volt a játék első és egyetlen portja az Apple II-n kívül más gépre.
A játék pozitív fogadtatásban részesült, emiatt Garriott egy új játék készítésébe fogott, ez lett az Ultima, amely később hatalmas sikereket elérő sorozattá bővült.

## Fordítás
- Ez a szócikk részben vagy egészben  az   Akalabeth: World of Doom című angol Wikipédia-szócikk ezen változatának fordításán alapul.  Az eredeti cikk szerkesztőit annak laptörténete sorolja fel. Ez a jelzés csupán a megfogalmazás eredetét és a szerzői jogokat jelzi, nem szolgál a cikkben szereplő információk forrásmegjelöléseként.